# Wereldkampioenschap halve marathon
Het wereldkampioenschap halve marathon is een hardloopwedstrijd over de afstand van een halve marathon, die wordt georganiseerd door de International Association of Athletics Federations (IAAF). Deze wedstrijd wordt sinds 1992 ieder jaar gelopen. De winnaar mag zich "wereldkampioen(e) halve marathon" noemen. De laatste edities vonden allemaal in oktober plaats.  Er wordt gelopen op de openbare weg, die afgezet is voor het verkeer. Het prijzengeld voor de snelste lopers varieert van 30.000 dollar tot 3000 dollar.
In 2006 en 2007 heette het evenement geen wereldkampioenschap halve marathon, maar wereldkampioenschap op de weg. De winnaar mocht zich bij deze edities wereldkampioen op de weg noemen. De strijd ging in 2006 over 20 km en in 2007 over de afstand van een halve marathon. Ook werd er de eerste twee jaar gestreden om de wereldtitel halve marathon voor junioren.
Naast de wereldtitel wordt er bij zowel de mannen als de vrouwen ieder jaar gestreden om het landenkampioenschap. De winnaar wordt bepaald aan de hand van de totaaltijd van de drie snelste lopers van elke sekse.

## Edities
| editie | datum                | land                | plaats                  | lopers                       | landen                       | uitslagen                    |
| ------ | -------------------- | ------------------- | ----------------------- | ---------------------------- | ---------------------------- | ---------------------------- |
| 1      | 19-20 september 1992 | Verenigd Koninkrijk | Newcastle-South Shields | 204                          | 36                           | uitslagen                    |
| 2      | 3 oktober 1993       | België              | Brussel                 | 254                          | 49                           | uitslagen                    |
| 3      | 24 september 1994    | Noorwegen           | Oslo                    | 215                          | 47                           | uitslagen                    |
| 4      | 1 oktober 1995       | Frankrijk           | Montbéliard-Belfort     | 247                          | 54                           | uitslagen                    |
| 5      | 29 september 1996    | Spanje              | Palma de Mallorca       | 209                          | 53                           | uitslagen                    |
| 6      | 3 oktober 1997       | Slowakije           | Košice                  | 228                          | 45                           | uitslagen                    |
| 7      | 27 september 1998    | Zwitserland         | Uster                   | 236                          | 54                           | uitslagen                    |
| 8      | 3 oktober 1999       | Italië              | Palermo                 | 193                          | 48                           | uitslagen                    |
| 9      | 12 november 2000     | Mexico              | Veracruz                | 182                          | 52                           | uitslagen                    |
| 10     | 7 oktober 2001       | Verenigd Koninkrijk | Bristol                 | 202                          | 52                           | uitslagen                    |
| 11     | 5 mei 2002           | België              | Brussel                 | 201                          | 60                           | uitslagen                    |
| 12     | 4 oktober 2003       | Portugal            | Vilamoura               | 171                          | 49                           | uitslagen                    |
| 13     | 3 oktober 2004       | India               | New Delhi               | 152                          | 55                           | uitslagen                    |
| 14     | 1 oktober 2005       | Canada              | Edmonton                | 156                          | 43                           | uitslagen                    |
| 15     | 8 oktober 2006       | Hongarije           | Debrecen                | 160                          | 42                           | uitslagen                    |
| 16     | 14 oktober 2007      | Italië              | Udine                   | 144                          |                              | uitslagen                    |
| 17     | 12 oktober 2008      | Brazilië            | Rio de Janeiro          | 157                          | 43                           | uitslagen                    |
| 18     | 11 oktober 2009      | Verenigd Koninkrijk | Birmingham              | 158                          | 39                           | uitslagen                    |
| 19     | 16 oktober 2010      | China               | Nanjing                 | 123                          | 30                           | uitslagen                    |
| 20     | 6 oktober 2012       | Bulgarije           | Kavarna                 | 147                          | 42                           | uitslagen                    |
| 21     | 29 maart 2014        | Denemarken          | Kopenhagen              | 201                          | 56                           | uitslagen                    |
| 22     | 26 maart 2016        | Verenigd Koninkrijk | Cardiff                 | 174                          | 49                           | uitslagen                    |
| 23     | 24 maart 2018        | Spanje              | Valencia                | 279                          | 80                           | uitslagen                    |
| 24     | 17 oktober 2020      | Polen               | Gdynia                  | ?                            | ?                            | uitslagen                    |
| -      | 13 november 2022     | China               | Yangzhou                | Geannuleerd vanwege Covid-19 | Geannuleerd vanwege Covid-19 | Geannuleerd vanwege Covid-19 |
| 25     | 1 oktober 2023       | Letland             | Riga                    | 347                          | 57                           | uitslagen                    |

## Records
| Type         | Tijd    | Atleet                                              | Land    | Jaar |
| ------------ | ------- | --------------------------------------------------- | ------- | ---- |
| Mannen       | 59.35   | Zersenay Tadese                                     | Eritrea | 2009 |
| Vrouwen      | 1:06.36 | Mary Keitany                                        | Kenia   | 2009 |
| Mannen team  | 2:59.54 | Shem Kororia Moses Tanui Kenneth Cheruiyot          | Kenia   | 1997 |
| Vrouwen team | 3:22.30 | Mary Keitany Philes Ongori Caroline Cheptanui Kilel | Kenia   | 2009 |

## Mannen

### Individueel
| Jaar         | Goud                                  | Goud                                  | Zilver                                | Zilver                                | Brons                                 | Brons                                 |
| ------------ | ------------------------------------- | ------------------------------------- | ------------------------------------- | ------------------------------------- | ------------------------------------- | ------------------------------------- |
| 1992         | KEN Benson Masya                      | 1:00.24                               | ARG Antonio Silio                     | 1:00.40                               | TAN Boay Akonay                       | 1:00.45                               |
| 1993         | BEL Vincent Rousseau                  | 1:01.06                               | AUS Steve Moneghetti                  | 1:01.10                               | GBR Carl Thackery                     | 1:01.13                               |
| 1994         | MAR Khalid Skah                       | 1:00.27                               | MEX Germán Silva                      | 1:00.28                               | BRA Ronaldo da Costa                  | 1:00.54                               |
| 1995         | KEN Moses Tanui                       | 1:01.45                               | KEN Paul Yego                         | 1:01.46                               | KEN Charles Tangus                    | 1:01.50                               |
| 1996         | ITA Stefano Baldini                   | 1:01.17                               | KEN Josephat Kiprono                  | 1:01.30                               | ZIM Tendai Chimusasa                  | 1:02.00                               |
| 1997         | KEN Shem Kororia                      | 59.56 CR                              | KEN Moses Tanui                       | 59.58                                 | KEN Kenneth Cheruiyot                 | 1:00.00                               |
| 1998         | KEN Paul Koech                        | 1:00.01                               | RSA Hendrick Ramaala                  | 1:00.24                               | MAR Khalid Skah                       | 1:00.24                               |
| 1999         | KEN Paul Tergat                       | 1:01.50                               | RSA Hendrick Ramaala                  | 1:01.50                               | ETH Tesfaye Jifar                     | 1:01.51                               |
| 2000         | KEN Paul Tergat                       | 1:03.47                               | TAN Phaustin Baha Sulle               | 1:03.48                               | ETH Tesfaye Jifar                     | 1:03.50                               |
| 2001         | ETH Haile Gebrselassie                | 1:00.03                               | ETH Tesfaye Jifar                     | 1:00.04                               | TAN John Yuda Msuri                   | 1:00.12                               |
| 2002         | KEN Paul Malakwen Kosgei              | 1:00.39                               | MAR Jaouad Gharib                     | 1:00.42                               | TAN John Yuda Msuri                   | 1:00.57                               |
| 2003         | KEN Martin Lel                        | 1:00.49                               | TAN Fabiano Joseph Naasi              | 1:00.52                               | TAN Martin Sulle                      | 1:00.56                               |
| 2004         | KEN Paul Kiprop Kirui                 | 1:02.15                               | TAN Fabiano Joseph Naasi              | 1:02.31                               | QAT Ahmad Abdullah                    | 1:02.36                               |
| 2005         | TAN Fabiano Joseph Naasi              | 1:01.08                               | QAT Mubarak Hassan Shami              | 1:01.09                               | ERI Yonas Kifle                       | 1:01.13                               |
| 2006 (20 km) | ERI Zersenay Tadese                   | 56.01                                 | KEN Robert Kipkorir Kipchumba         | 56.41                                 | KEN Wilson Kebenei                    | 57.15                                 |
| 2007         | ERI Zersenay Tadese                   | 58.59                                 | KEN Patrick Makau                     | 59.02                                 | KEN Evans Cheruiyot                   | 59.05                                 |
| 2008         | ERI Zersenay Tadese                   | 59.56 CR                              | KEN Patrick Makau Musyoki             | 1:01.54                               | QAT Ahmad Abdullah                    | 1:01.57                               |
| 2009         | ERI Zersenay Tadese                   | 59.35 CR                              | KEN Bernard Kipyego                   | 59.59                                 | USA Dathan Ritzenhein                 | 1:00.00                               |
| 2010         | KEN Wilson Kiprop                     | 1:00.07                               | ERI Zersenay Tadese                   | 1:00.11                               | KEN Sammy Kitwara                     | 1:00.22                               |
| 2012         | ERI Zersenay Tadese                   | 1:00.19                               | ETH Deressa Chimsa                    | 1:00.51                               | KEN John Nzau Mwangangi               | 1:01.01                               |
| 2014         | KEN Geoffrey Kamworor                 | 59.08 CR                              | ERI Samuel Tsegay                     | 59.21                                 | ETH Guye Adola                        | 59.21                                 |
| 2016         | KEN Geoffrey Kamworor                 | 59.10                                 | KEN Bedan Karoki Muchiri              | 59.36                                 | GBR Mo Farah                          | 59.59                                 |
| 2018         | KEN Geoffrey Kamworor                 | 1:00.02                               | KEN Abraham Cheroben                  | 1:00.22                               | ERI Aron Kifle                        | 1:00.31                               |
| 2020         | UGA Jacob Kiplimo                     | 58:49                                 | KEN Kibiwott Kandie                   | 58:54                                 | ETH Amedework Walelegn                | 59:08                                 |
| 2022         | Geannuleerd vanwege COVID-19 pandemie | Geannuleerd vanwege COVID-19 pandemie | Geannuleerd vanwege COVID-19 pandemie | Geannuleerd vanwege COVID-19 pandemie | Geannuleerd vanwege COVID-19 pandemie | Geannuleerd vanwege COVID-19 pandemie |

### Landen
| Jaar         | Goud                                                                | Goud       | Zilver                                                                | Zilver  | Brons                                                    | Brons   |
| ------------ | ------------------------------------------------------------------- | ---------- | --------------------------------------------------------------------- | ------- | -------------------------------------------------------- | ------- |
| 1992         | Kenia Benson Masya Lameck Aguta Joseph Keino                        | 3:02.25    | Verenigd Koninkrijk David Lewis Paul Evans Carl Thackery              | 3:04.54 | Brazilië Artur Castro Ronaldo da Costa Delmir dos Santos | 3:05.56 |
| 1993         | Kenia Lameck Aguta Thomas Osano Joseph Cheromei                     | 3:05.40    | Australië Steve Moneghetti John Andrews Pat Carroll                   | 3:05.43 | Verenigd Koninkrijk Carl Thackery Mark Flint Devid Lewis | 3:06.10 |
| 1994         | Kenia Godfrey Kiprotich Shem Kororia Andrew Masai                   | 3:03.36    | Mexico Germán Silva Martín Pitayo Benjamín Paredes                    | 3:03.47 | Marokko Khalid Skah Salah Hissou Abdelkadir Mouaziz      | 3:05.58 |
| 1995         | Kenia Moses Tanui Paul Yego Charles Tangus                          | 3:05.21    | Spanje Antonio Serrano Bartolomé Serrano Pablo Sierra                 | 3:07.51 | Italië Vincenzo Modica Danilo Goffi Giacomo Leone        | 3:08.31 |
| 1996         | Italië Stefano Baldini Giacomo Leone Vincenzo Modica                | 3:07.42    | Spanje Carlos de la Torre Alejandro Gómez José Manuel García          | 3:08.36 | Japan Toshiyuki Hayata Masatoshi Ibata Katsuhiko Hanada  | 3:08.43 |
| 1997         | Kenia Shem Kororia Moses Tanui Kenneth Cheruiyot                    | 2:59.54 CR | Zuid-Afrika Hendrick Ramaala Gert Thys Makhosonke Fika                | 3:03.34 | Ethiopië Abraham Assefa Lemma Alemayehu Tesfaye Tola     | 3:03.46 |
| 1998         | Zuid-Afrika Hendrick Ramaala Gert Thys Abner Chipu                  | 3:02.21    | Kenia Paul Koech Shem Kororia John Gwako                              | 3:03.07 | Ethiopië Ibrahim Seid Girma Alemayehu Addis Abebe        | 3:05.18 |
| 1999         | Zuid-Afrika Hendrick Ramaala Abner Chipu Muleki Nobanda             | 3:06.01    | Ethiopië Tesfaye Jifar Tesfaye Tola Fekadu Degefu                     | 3:06.03 | Kenia Paul Tergat Laban Chege Sammy Korir                | 3:06.03 |
| 2000         | Kenia Paul Tergat Joseph Kimani David Ruto                          | 3:11.38    | Ethiopië Tesfaye Jifar Ibrahim Seid Gemechu Kebede                    | 3:14.45 | België Koen Allaert Guy Fays Christian Nemeth            | 3:18.35 |
| 2001         | Ethiopië Haile Gebrselassie Tesfaye Jifar Tesfaye Tola              | 3:00.31    | Kenia Evans Rutto Peter Kiplagat Chebet Chris Cheboiboch              | 3:02.53 | Tanzania John Yuda Phaustin Baha Sulle Benedict Ako      | 3:05.08 |
| 2002         | Kenia Paul Malakwen Kosgei Charles Kamathi Paul Kirui               | 3:00.31    | Japan Atsushi Sato Toshihide Kat Kurao Umeki                          | 3:02.53 | Ethiopië Tesfaye Jifa Amebesse Tolossa Worku Bikila      | 3:05.08 |
| 2003         | Tanzania Fabiano Joseph Naasi Martin Sulle John Yuda                | 3:03.01    | Kenia Martin Lel John Cheruiyot Korir Yusuf Songoka                   | 3:03.09 | Ethiopië Tesfaye Tola Dereje Adere Mesfin Hailu          | 3:07.34 |
| 2004         | Kenia Paul Kirui John Cheruiyot Korir Wilson Kiprotich              | 3:07.55    | Ethiopië Solomon Tsige Alene Emere Berhanu Addane                     | 3:08.37 | Oeganda Wilson Busienei Martin Toroitich Joseph Nsubuga  | 3:13.48 |
| 2005         | Ethiopië Sileshi Sihine Abebe Dinkesa Leshane Yegezu                | 3:06.18    | Eritrea Yonas Kifle Yared Asmerom Tesfayohannes Mesfen                | 3:07.05 | Japan Kazuo Ietani Takayuki Matsumiya Takanobu Otsubo    | 3:08.30 |
| 2006 (20 km) | Kenia Robert Kipchumba Wilson Kiprotich Wilfred Taragon             | 2:51.18    | Eritrea Zersenay Tadese Yonas Kifle Tesfayohannes Mesfen              | 2:53.19 | Ethiopië Deriba Merga Tadese Tola Demise Tsega           | 2:54.17 |
| 2007         | Kenia Patrick Makau Musyoki Evans Cheruiyot Robert Kipchumba        | 2:58.54    | Eritrea Zersenay Tadese Yonas Kifle Michael Tesfay                    | 2:59.08 | Ethiopië Deriba Merga Assefa Raji Tariku Jufar           | 3:01.15 |
| 2008         | Kenia Patrick Makau Musyoki Stephen Kipkoech Kibiwott Joseph Maregu | 3:07.24    | Eritrea Zersenay Tadese Michael Tesfay Mogos Ahferom                  | 3:09.40 | Qatar Ahmad Abdullah Essa Ismail Rashed Ali Dawoud Sedam | 3:10.52 |
| 2009         | Kenia Bernard Kipyego Wilson Kipsang Wilson Chebet                  | 3:01.06    | Eritrea Zersenay Tadese Samuel Tsegay Adhanom Abraha                  | 3:02.39 | Ethiopië Tilahun Regassa Dereje Tesfaye Abebe Negewo     | 3:06.42 |
| 2010         | Kenia Wilson Kiprop Sammy Kitwara Silas Kipruto                     | 3:01.32    | Eritrea Zersenay Tadese Samuel Tsegay Tewelde Estifanos               | 3:03.04 | Ethiopië Lelisa Desisa Birhanu Bekele Asefa Mengstu      | 3:05.26 |
| 2012         | Kenia John Nzau Mwangangi Pius Maiyo Kirop Stephen Kosgei Kibet     | 3:03.52    | Eritrea Zersenay Tadese Tewelde Estifanos Kiflom Sium                 | 3:04.41 | Ethiopië Deressa Chimsa Belay Assefa Habtamu Assefa      | 3:05.43 |
| 2014         | Eritrea Samuel Tsegay Zersenay Tadese Nguse Amlosom                 | 2:58.59 CR | Kenia Geoffrey Kipsang Kamworor Wilson Kiprop Kenneth Kiprop Kipkemoi | 2:59.38 | Ethiopië Guye Adola Adugna Takele Bonsa Dida             | 3:00.48 |
| 2016         | Kenia Geoffrey Kipsang Kamworor Bedan Karoki Simon Cheprot          | 2:58.58 CR | Ethiopië Abayneh Ayele Tamirat Tola Mule Wasihun                      | 3:01.16 | Eritrea Abrar Osman Nguse Amlosom Hiskel Tewelde         | 3:06.18 |

## Vrouwen

#### Individueel
| Jaar         | Goud                    | Goud       | Zilver                  | Zilver  | Brons                           | Brons   |
| ------------ | ----------------------- | ---------- | ----------------------- | ------- | ------------------------------- | ------- |
| 1992         | GBR Liz McColgan        | 1:08.53    | JPN Megumi Fujiwara     | 1:09.21 | ITA Rosanna Munerotto           | 1:09.38 |
| 1993         | POR Conceição Ferreira  | 1:10.07    | JPN Mari Tanigawa       | 1:10.09 | KEN Tegla Loroupe               | 1:10.12 |
| 1994         | RSA Elana Meyer         | 1:08.36 CR | ROU Iulia Negura        | 1:09.15 | ROU Anuța Cătună                | 1:09.35 |
| 1995         | RUS Valentina Jegorova  | 1:09.58    | ROU Cristina Pomacu     | 1:10.22 | ROU Anuța Cătună                | 1:10.28 |
| 1996         | CHN Ren Xiujuan         | 1:10.39    | ROU Lidia Şimon         | 1:10.57 | ROU Aurica Buia                 | 1:11.01 |
| 1997         | KEN Tegla Loroupe       | 1:08.14 CR | ROU Cristina Pomacu     | 1:08.43 | ROU Lidia Şimon                 | 1:09.05 |
| 1998         | KEN Tegla Loroupe       | 1:08.29    | RSA Elana Meyer         | 1:08.32 | ROU Lidia Şimon                 | 1:08.58 |
| 1999         | KEN Tegla Loroupe       | 1:08.48    | JPN Mizuki Noguchi      | 1:09.12 | KEN Catherine Ndereba           | 1:09.23 |
| 2000         | GBR Paula Radcliffe     | 1:09.07    | KEN Susan Chepkemei     | 1:09.40 | ROU Lidia Şimon                 | 1:10.24 |
| 2001         | GBR Paula Radcliffe     | 1:06.47 CR | KEN Susan Chepkemei     | 1:07.36 | ETH Berhane Adere               | 1:08.17 |
| 2002         | ETH Berhane Adere       | 1:09.06    | KEN Susan Chepkemei     | 1:09.13 | LAT Jeļena Prokopčuka           | 1:09.15 |
| 2003         | GBR Paula Radcliffe     | 1:07.35    | ETH Berhane Adere       | 1:09.02 | AUS Benita Johnson              | 1:09.26 |
| 2004         | CHN Sun Yingjie         | 1:08.40    | KEN Lydia Cheromei      | 1:09.00 | ROU Constantina Tomescu         | 1:09.07 |
| 2005         | ROU Constantina Tomescu | 1:09.17    | NED Lornah Kiplagat     | 1:10.19 | KEN Susan Chepkemei             | 1:10.20 |
| 2006 (20 km) | NED Lornah Kiplagat     | 1:03.21 WR | ROU Constantina Tomescu | 1:03.23 | KEN Rita Jeptoo                 | 1:03.47 |
| 2007         | NED Lornah Kiplagat     | 1:06.25 WR | KEN Mary Keitany        | 1:06.48 | KEN Pamela Chepchumba           | 1:08.06 |
| 2008         | NED Lornah Kiplagat     | 1:08.37    | ETH Aselefech Mergia    | 1:09.57 | KEN Pamela Chepchumba           | 1:10.01 |
| 2009         | KEN Mary Keitany        | 1:06.36 CR | KEN Philes Ongori       | 1:07.38 | ETH Aberu Kebede                | 1:07.39 |
| 2010         | KEN Florence Kiplagat   | 1:08.24    | ETH Dire Tune           | 1:08.34 | KEN Peninah Arusei              | 1:09.05 |
| 2012         | ETH Meseret Hailu       | 1:08.55    | ETH Feyse Tadese        | 1:08.56 | KEN Paskalia Chepkorir Kipkoech | 1:09.04 |
| 2014         | KEN Gladys Cherono      | 1:07.29    | KEN Mary Wacera         | 1:07.44 | KEN Selly Chepyego Kaptich      | 1:07.52 |
| 2016         | KEN Peres Chepchirchir  | 1:07.31    | KEN Cynthia Limo        | 1:07.34 | KEN Mary Wacera                 | 1:07.54 |
| 2018         | ETH Netsanet Gudeta     | 1:06.11    | KEN Joyciline Jepkosgei | 1:06.54 | KEN Pauline Kaveke              | 1:06.56 |

### Landen
| Jaar         | Goud                                                         | Goud        | Zilver                                                            | Zilver  | Brons                                                         | Brons   |
| ------------ | ------------------------------------------------------------ | ----------- | ----------------------------------------------------------------- | ------- | ------------------------------------------------------------- | ------- |
| 1992         | Japan Megumi Fujiwara Miyoko Asahina Eriko Asai              | 3:30.39     | Verenigd Koninkrijk Liz McColgan Andrea Wallace Suzanne Rigg      | 3:33.05 | Roemenië Anuța Cătună Iulia Negura Aurica Buia                | 3:33.27 |
| 1993         | Roemenië Elena Murgoci Anuța Cătună Iulia Negura             | 3:32.18     | Japan Mari Tanigawa Miyoko Asahina Akari Takemoto                 | 3:32.22 | Portugal Conceição Ferreira Albertina Machado Rosa Oliveira   | 3:34.12 |
| 1994         | Roemenië Iulia Negura Anuța Cătună Elena Fidatof             | 3:29.03 CR  | Noorwegen Hilde Stavik Brynhild Synstnes Grete Kirkeberg          | 3:33.36 | Japan Mari Tanigawa Mineko Watanabe Yukari Komatsu            | 3:35.39 |
| 1995         | Roemenië Cristina Pomacu Anuța Cătună Elena Fidatof          | 3:31.29     | Rusland Valentina Jegorova Alla Zhilyaeva Firiya Sultanova        | 3:33.12 | Spanje Ana Isabel Alonso Rocío Ríos Carmen Fuentes            | 3:34.26 |
| 1996         | Roemenië Lidia Şimon Aurica Buia Nuța Olaru                  | 3:33.05     | Frankrijk Christine Mallo Zahia Dahmani Muriel Linsolas           | 3:38.44 | Italië Lucilla Andreucci Annalisa Scurti Sonia Maccioni       | 3:41.28 |
| 1997         | Roemenië Cristina Pomacu Lidia Şimon Nuța Olaru              | 3:27.40 CR  | Kenia Tegla Loroupe Joyce Chepchumba Delilah Asiago               | 3:27.57 | Japan Mari Sotani Noriko Geji Hiromi Katayama                 | 3:31.38 |
| 1998         | Kenia Tegla Loroupe Joyce Chepchumba Leah Malot              | 3:29.43     | Roemenië Lidia Şimon Cristina Pomacu Constantina Diţă             | 3:32.19 | Spanje Julia Vaquero Mara Luisa Larraga Rocío Ríos            | 3:34.18 |
| 1999         | Kenia Tegla Loroupe Catherine Ndereba Joyce Chepchumba       | 3:27.40 =CR | Japan Mizuki Noguchi Reiko Tosa Hiromi Katayama                   | 3:30.06 | Rusland Valentina Jegorova Lyudmila Biktashyova Alina Ivanova | 3:31.49 |
| 2000         | Roemenië Lidia Şimon Mihaela Botezan Cristina Pomacu         | 3:34.22     | Japan Mizuki Noguchi Yukiko Okamoto Yasuko Hashimoto              | 3:36.25 | Rusland Lidia Grigorjeva Galina Aleksandrova Zinaida Semenova | 3:45.41 |
| 2001         | Kenia Susan Chepkemei Isabella Ochichi Caroline Kwambai      | 3:28.04     | Japan Mizuki Noguchi Yasuyo Iwamoto Takako Kotorida               | 3:30.08 | Ethiopië Berhane Adere Meseret Kotu Teyiba Erkesso            | 3:30.20 |
| 2002         | Kenia Susan Chepkemei Pamela Chepchumba Lenah Cheruiyot      | 3:28.22     | Rusland Svetlana Zacharova Ljoedmila Petrova Irina Safarova       | 3:30.05 | Ethiopië Berhane Adere Asha Gigi Leila Aman                   | 3:30.58 |
| 2003         | Rusland Lidia Grigorjeva Alla Zhilyaeva Lyudmila Biktashyova | 3:30.16     | Japan Mikie Takanaka Takako Kotorida Risa Hagiwara                | 3:34.23 | Roemenië Constantina Tomescu-Dita Luminita Talpos Nuța Olaru  | 3:35.07 |
| 2004         | Ethiopië Eyerusalem Kuma Bezunesh Bekele Teyiba Erkesso      | 3:36.00     | Roemenië Constantina Tomescu-Dita Mihaela Botezan Luminita Talpos | 3:36.08 | Rusland Irina Timofejeva Alina Ivanova Yelena Burykina        | 3:38.21 |
| 2005         | Roemenië Constantina Tomescu-Dita Mihaela Botezan Nuța Olaru | 3:31.00     | Rusland Galina Bogomolova Lidia Grigorjeva Irina Timofejeva       | 3:33.05 | Japan Terumi Asoshina Hiromi Ominami Yoko Yagi                | 3:35.42 |
| 2006 (20 km) | Kenia Rita Jeptoo Edith Masai Eunice Jepkorir                | 3:15.55     | Ethiopië Dire Tune Teyiba Erkesso Ashu Kasim                      | 3:18.50 | Japan Kayoko Fukushi Yurika Nakamura Ryoko Kizaki             | 3:19.00 |
| 2007         | Kenia Mary Keitany Pamela Chepchumba Everline Kimwei         | 3:23.33     | Ethiopië Bezunesh Bekele Atsede Habtamu Atsede Baysa              | 3:25.51 | Japan Chisato Osaki Akane Taira Yoshimi Ozaki                 | 3:27.39 |
| 2008         | Ethiopië Aselefech Mergia Genet Getaneh Abebu Gelan          | 3:30.59     | Kenia Pamela Chepchumba Peninah Arusei Julia Mumbi Muraga         | 3:31.24 | Japan Yukiko Akaba Miki Ohira Yuko Machida                    | 3:40.58 |
| 2009         | Kenia Mary Keitany Philes Ongori Caroline Cheptanui Kilel    | 3:22.30 CR  | Ethiopië Aberu Kebede Mestawet Tufa Tirfi Tsegaye                 | 3:26.14 | Rusland Inga Abitova Silvia Skvortsova Elza Kireeva           | 3:31.23 |
| 2010         | Kenia Florence Kiplagat Peninah Arusei Joyce Chepkirui       | 3:26.59     | Ethiopië Dire Tune Feyse Tadese Meseret Mengistu                  | 3:27.33 | Japan Yoshimi Ozaki Ryoko Kizaki Azusa Nojiri                 | 3:33.40 |

## Afkortingen
- CR = Kampioenschapsrecord
- WR = Wereldrecord

1992 · 
1993 · 
1994 · 
1995 · 
1996 · 
1997 · 
1998 · 
1999 · 
2000 · 
2001 · 
2002 · 
2003 · 
2004 · 
2005 · 
2006 · 
2007 · 
2008 · 
2009 · 
2010 ·
2012 ·
2014 ·
2016 ·
2018